# Max Berliner
Max Berliner (Hebreo/Yiddish: בערלינער מאקס) —nacido Mordcha Berliner— (Varsovia; 23 de octubre de 1919-Buenos Aires; 26 de agosto de 2019) fue un actor, autor y director de cine y teatro polaco que desarrolló toda su carrera en Argentina.

## Biografía
De origen judío, Berliner nació en Polonia en 1919. Mordka llegó al país el 15 de abril de 1922 con sus padres Moszek y Rylka, y sus hermanos Duba y Esterea. Su madre era costurera y su padre broncero, al llegar a Buenos Aires consiguió empleo en una fábrica de camas, y se mudaron al barrio de Once. A los cinco años de edad debutó en una obra teatral, con un parlamento en yiddish, en una obra de Sholem Aleijem, Inmigrantes.
Berliner pregonó por la difusión de la lengua ídish –interpretando frecuentemente en dicha lengua–, y de la promoción de la cultura judía, realizando obras de teatro en castellano.
Relató sobre esto:
{{cita|En Artea, el teatro que yo abrí en el año del ñaupa, estuvo dos años en cartel El zoo de cristal en ídish. El ídish tiene que ser un idioma y no un dialecto. Hay muchos que están luchando por el ídish, como yo. Está bien que cuando surgió el Estado de Israel se haya impuesto el hebreo; pero no se puede eliminar el ídish. Los seis millones de muertos en los campos de concentración hablaban ídish.

Soy el único actor de la colectividad que vive en dos mundos. Yo hago en ídish teatro universal, y en castellano temáticas judías.

Participó durante toda su vida en cine, teatro y televisión, realizando algunas interpretaciones en coproducciones internacionales —como Highlander II: The Quickening o Apartment Zero—. Desde 1947 ejerció como profesor de teatro y música en ídish en la escuela Sholem Aleijem, durante casi 60 años. Esta escuela bautizó a su salón de actos con el nombre de 'Max Berliner' en reconocimiento a su trayectoria.
En 2009, Max Berliner, a los 90 años, realizó una publicidad para un medicamento contra el reuma. La gran repercusión de este comercial —donde se ve un Berliner ágil, haciendo destrezas gimnásticas— le dio una gran popularidad en el público joven. Se realizaron parodias y «homenajes» en programas de televisión y a través de YouTube. Durante la transmisión de los Premios Martín Fierro de 2010, los usuarios de Twitter generaron miles de mensajes sobre Max Berliner «convirtiéndolo en un héroe urbano que todo lo puede», según el diario Perfil.
En el año 2010 el uso del hashtag «#maxberliner» le dio durante unos meses un protagonismo sorprendente, y casi todos los temas comentados en la comunidad argentina de las redes sociales parecían estar relacionados, de alguna manera, con su nombre.
```
Berliner participó como invitado en varios programas de televisión como consecuencia del fenómeno.
[
10
]
[
11
]
```

## Filmografía
- El último traje (2018)
- El deseo de Domingo (2016)
- Seres queridos (2004)
- 18-J (2004)
- Un amor en Moisés Ville (2000)
- Ángel, la diva y yo (1999)
- Cóndor Crux (1999, voz)
- Yepeto (1999)
- La casa de Tourneur (1997)
- Highlander II: The Quickening (1991)
- Yo tenía un plazo fijo (1990)
- La amiga (1989)
- Después de ayer (1989)
- Conviviendo con la muerte o Apartment Zero (1989)
- Billetes, billetes... (1988)
- Paraíso Relax (Casa de masajes) (1988).
- Después de ayer (1987)
- Susana quiere, el negro también! (1987)
- Los superagentes contra los fantasmas (1986)
- La cruz invertida (1985)
- Tacos altos (1985)
- Las barras bravas (1985)
- Los tigres de la memoria (1984)
- En retirada (1984)
- Pasajeros de una pesadilla (1984)
- Los enemigos (1983)
- El desquite (1983)
- Pubis angelical (1982)
- Plata dulce (1982)
- Los crápulas (1981)
- Comandos azules (1980)
- Mis días con Verónica (1979)
- Custodio de señoras (1979)
- Millonarios a la fuerza (1979)
- La nona (1979)
- …Y mañana serán hombres (1979)
- Las locuras del profesor (1979)
- El gordo catástrofe (1977)
- El casamiento de Laucha (1977)
- El muerto (1975)
- Los gauchos judíos (1974)
- Minguito Tinguitela Papá (1974)
- La Patagonia rebelde (1974)[12]
- La flor de la mafia (1974)
- Las venganzas de Beto Sánchez (1973)
- El profesor tirabombas (1972)

## Teatro

### Como director
- Clinton vs Hillary (Billary) (también autor de esta pieza)
- El Gólem (adaptación)
- Liturgias

### Como actor
- Platonov
- Fin de partida
- Días eternos (de Carlos Pais, Teatro Cervantes, 2009-2010)

## Televisión
- Variaciones Walsh (2015)
- Graduados (2012)
- Malparida (2010)
- Botineras (2010)
- Rosa,Violeta y Celeste (2009)
- Hermanos y detectives (2006)
- Casados con hijos (2006)
- Doble vida (2005)
- La niñera (2004) Enrique
- Disputas (2003)
- Tumberos (2002)
- Chiquititas (2000) Méntor
- Muñeca Brava (1999)
- Chiquititas (1999) Pancho
- Chiquititas (1998)
- Gasoleros  (1998)
- Mi familia es un dibujo (1998)
- Chiquititas  (1996) Romualdo
- Como pan caliente (1996)
- Poliladron (1995)
- La estación de Landriscina (1992)[13]
- Amigos son los amigos (1991)
- Pelito (1986)
- El pulpo negro (1985)
- Otra vez Drácula (1970)

## Premios
- 2002 - Premio Podestá a la Trayectoria, de la Asociación Argentina de Actores.[14]
- 2012 - Premio Martín Fierro, de la Asociación de Periodistas de la Televisión y la Radiofonía Argentinas.